# Campeonato Neerlandés de Fútbol 1891-92
El Campeonato Neerlandés de Fútbol 1891/92 fue la cuarta edición del campeonato nacional de fútbol de los Países Bajos. Seis equipos de las ciudades de Ámsterdam, La Haya, Haarlem y Róterdam participaron en la competición que más tarde se llamaría Eerste Klasse Occidental. Pero desde el distrito occidental de fútbol de los Países Bajos fue el único en tener un campeonato hasta el momento, podría ser considerado como un campeonato nacional. RAP Ámsterdam ganó su primer campeonato.

## Nuevos participantes
- Victoria Rotterdam
- VVA regresó después de una temporada de ausencia
- RC en VV Rotterdam fue el resultado de la fusión entre dos competidores de las ediciones anteriores: Olympia Rotterdam y Concordia

## Tabla de posiciones
| Pos. | Equipo             | PJ | PG | PE | PP | GF | GC | Pts | DG  | Notas                           |
| ---- | ------------------ | -- | -- | -- | -- | -- | -- | --- | --- | ------------------------------- |
| 1    | RAP                | 9  | 8  | 0  | 1  | 45 | 9  | 16  | +44 |                                 |
| 2    | RC en VV Rotterdam | 9  | 5  | 2  | 2  | 30 | 12 | 12  | +18 |                                 |
| 3    | Koninklijke HFC    | 9  | 3  | 2  | 4  | 29 | 22 | 8   | +7  |                                 |
| 4    | HVV Den Haag       | 9  | 3  | 2  | 4  | 13 | 14 | 8   | -7  |                                 |
| 5    | Victoria Rotterdam | 9  | 2  | 1  | 6  | 12 | 35 | 5   | -23 |                                 |
| 6    | VVA                | 5  | 0  | 1  | 4  | 4  | 41 | 1   | -37 | Se retiró a mitad de temporada. |

PJ = Partidos jugados; PG = Partidos ganados; PE = Partidos empatados; PP = Partidos perdidos; GF = Goles a favor; GC = Goles en contra; Pts = Puntos; DG = Diferencia de goles
|                         |
| Campeón RAP 1.er título |